# Stumholmen

Karta över Stumholmen

Stumholmen är en ö belägen öster om Trossö, ingående i Karlskrona tätort. Den fick redan i befästningsplanen från 1683 rollen som produktions- och provianteringsområde med verkstäder och förråd. Att området upplevs idag som en enda ö är resultatet av utfyllnader mellan Stumholmen, Laboratorieholmen och Bastion Kungshall. Här finns militära byggnader från 1700-talet och fram till 1950-talet.
Stumholmen var en stor militär arbetsplats till och med 1970-talet men är numera ett civilt område. Bebyggelsen kompletterades i början av 1990-talet med flerbostadshus. Bland de verksamheter som finns på Stumholmen finns bland annat Marinmuseum, öppnat 1997, med samlingar och utställningar kring örlogsflottan och varvet, samt en världsarvsportal, Kustbevakningen med sitt operativa centrum samt Hyper Island.
Örlogsstaden Karlskrona upptogs 1998 på Unescos världsarvslista.

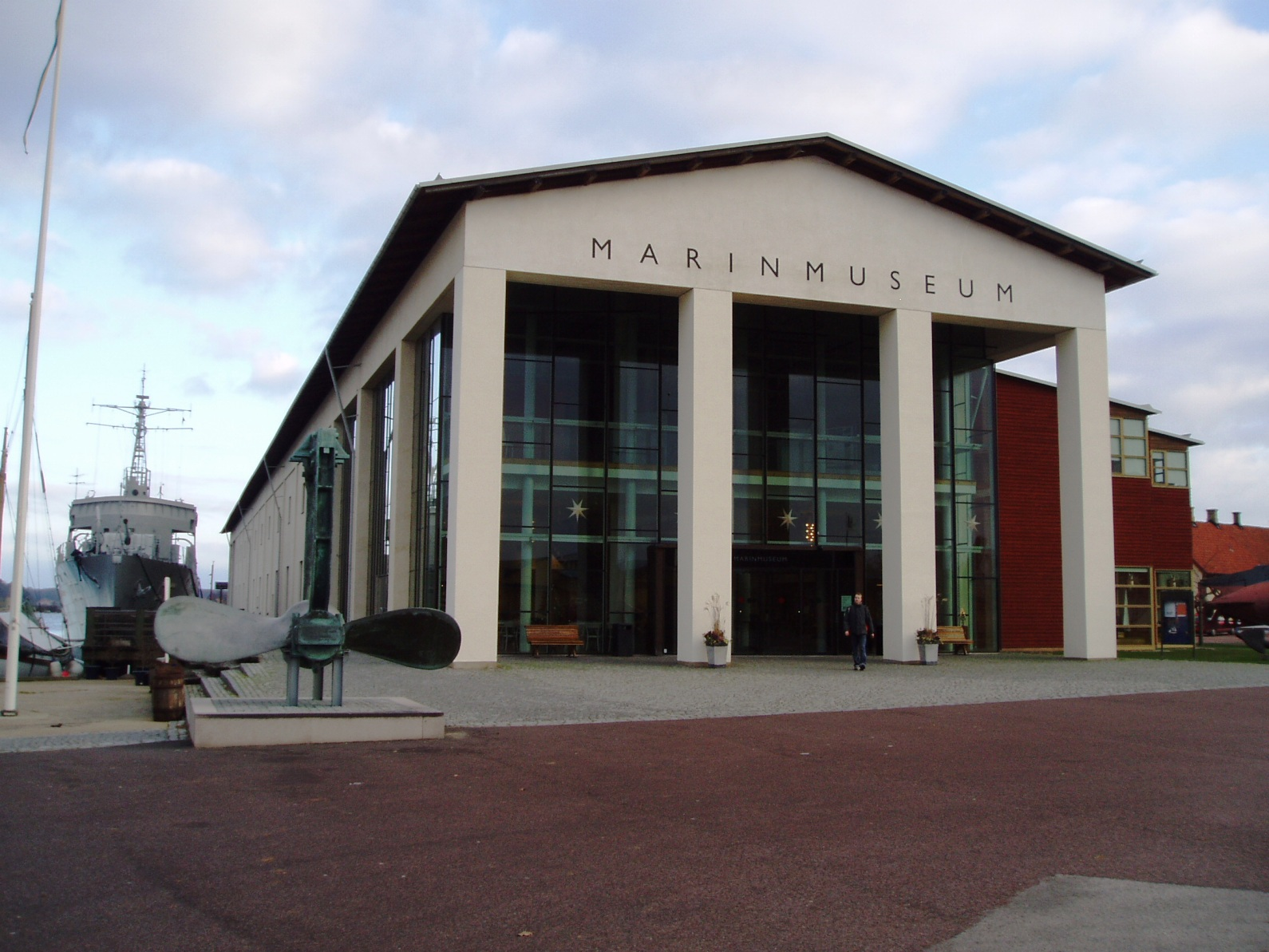
Marinmuseum

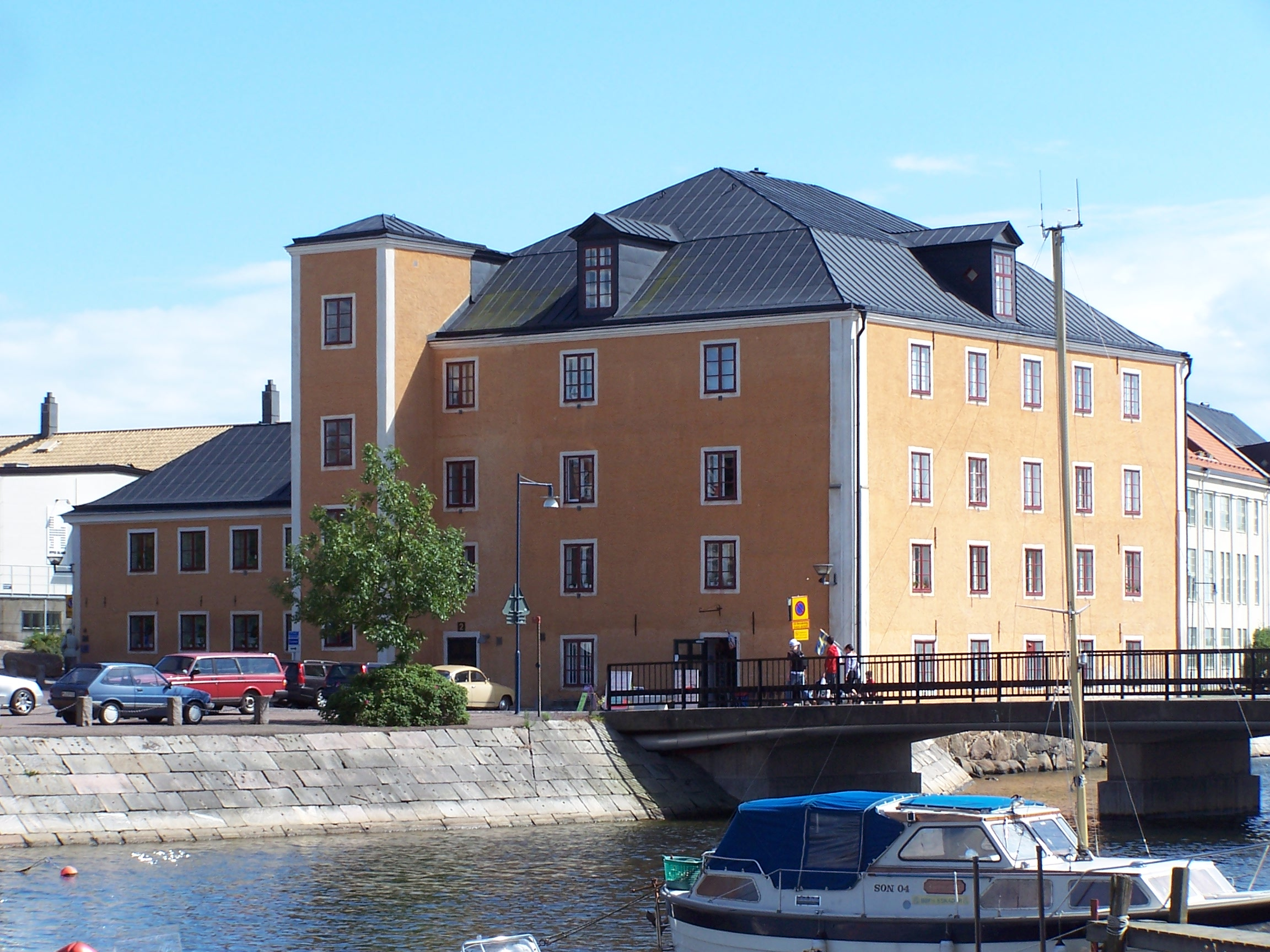
Kronobageriet

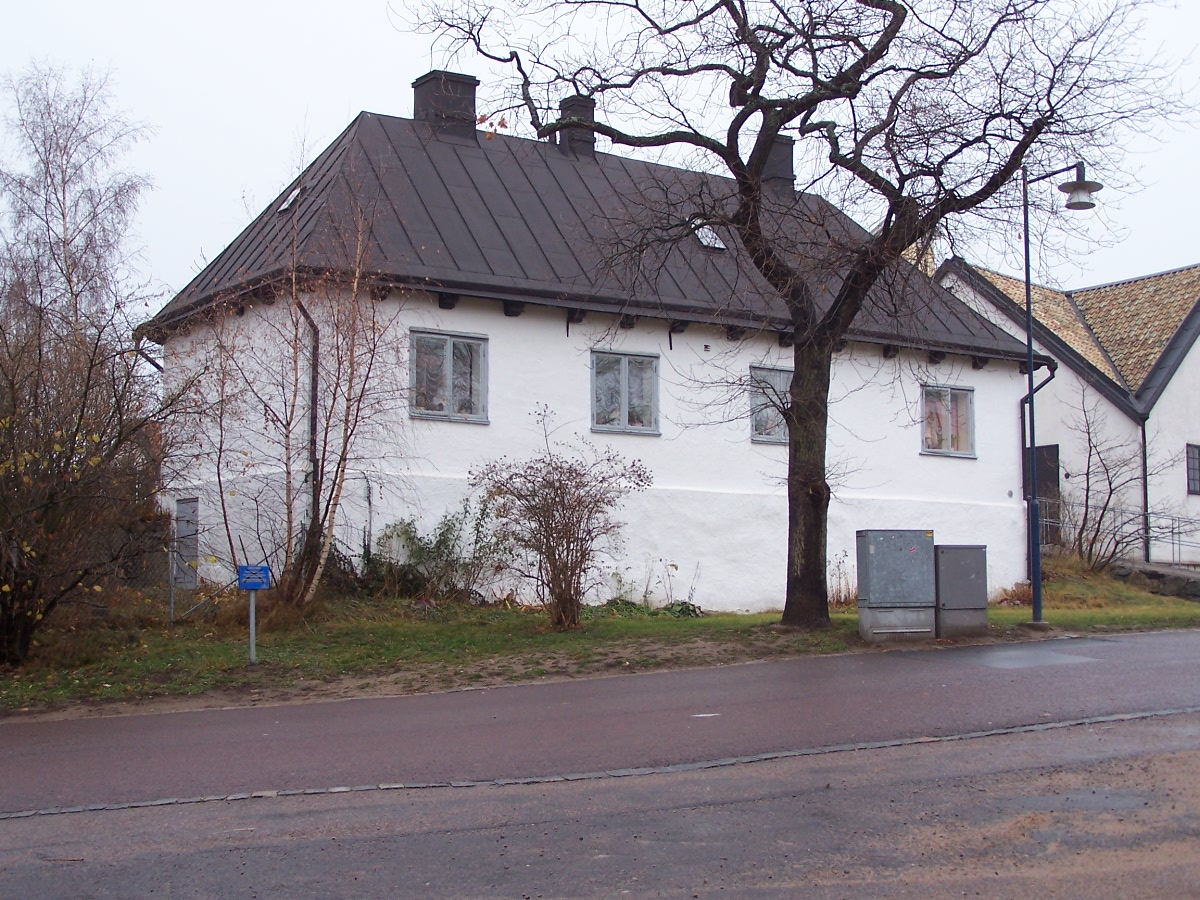
Corps de Garde

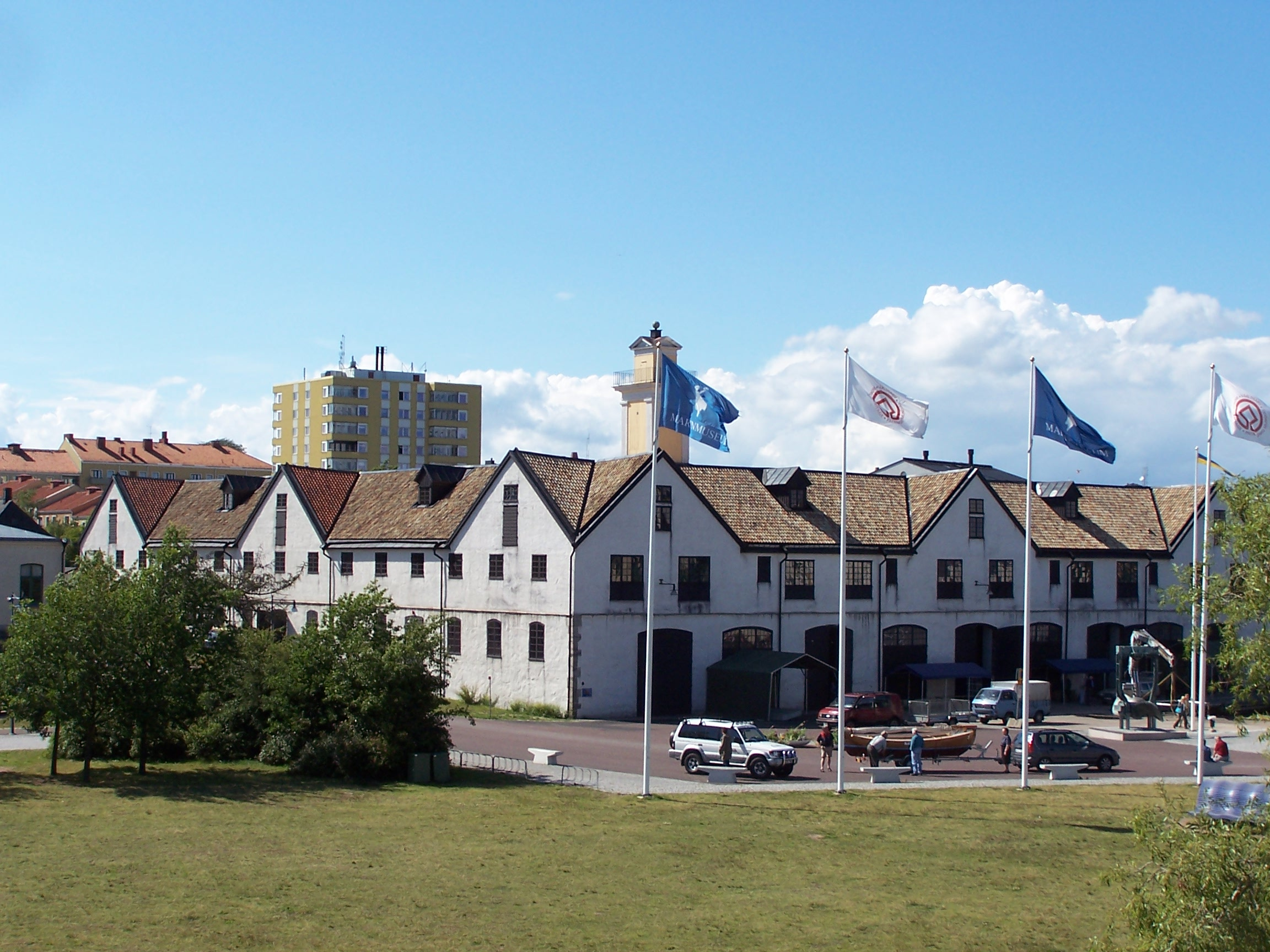
Slup- och barkasskjulet

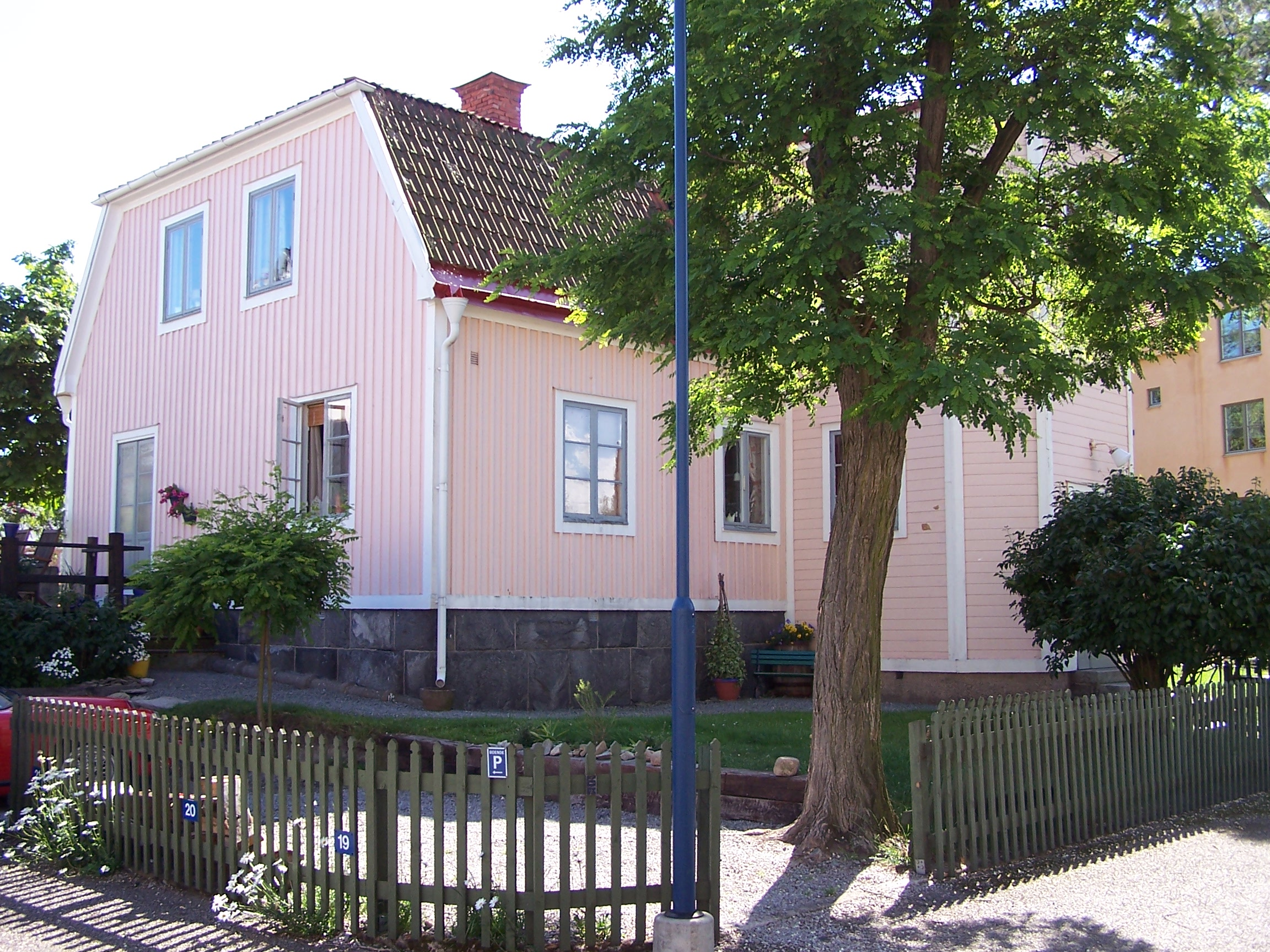
Västra Villan (Hvite krog)

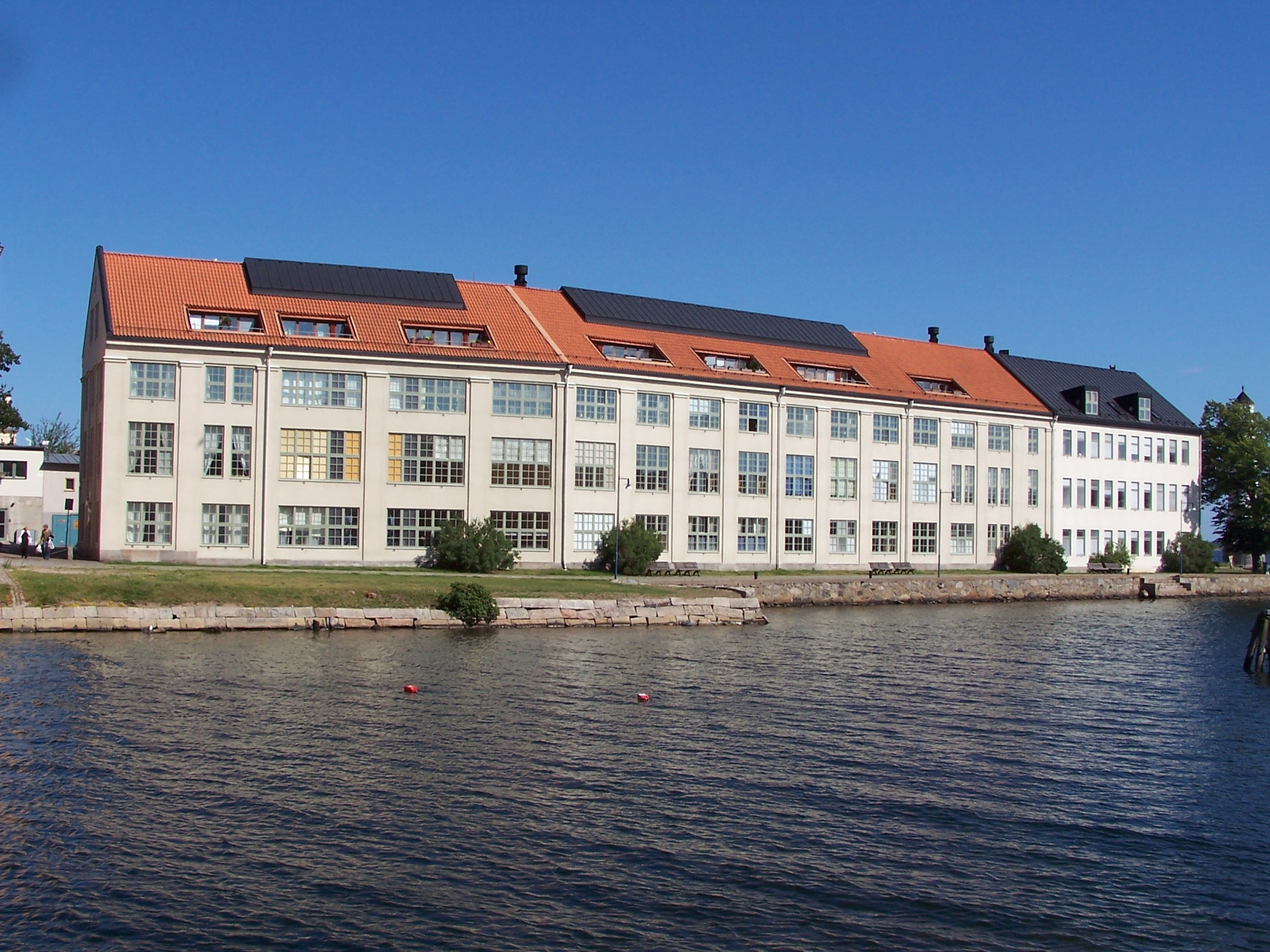
Beklädnadsverkstaden

## Marinmuseum
Marinmuseum i Karlskrona är ett statligt museum med inriktning på Sveriges sjöförsvar och här berättas den svenska marinens historia. Grunden till museet lades redan 1752 när kung Adolf Fredrik instiftade flottans modellkammare där man främst samlade de skeppsmodeller som framställdes av varje fartyg.
1953 till 1997 låg Marinmuseum i före detta Skeppsgossekasernen utanför örlogshamnen, sedan juni 1997 finns museet på ön Stumholmen i centrala Karlskrona. Marinmuseum ingår i Statens maritima och transporthistoriska museer (SMTM) tillsammans med Vasamuseet, Vrak - Museum of Wrecks och Sjöhistoriska museet i Stockholm, samt Järnvägsmuseum i Gävle.

## Kronobageriet
Kronobageriet byggdes under 1730-talet i tre våningar. Här bakades hårda knaks för sjöresorna och mjuk ankarstock för folket i land. Mjölskutorna med rågmjöl från Lyckeby kronokvarn lade till precis intill bageriet. Huset byggdes om 1908 då det höjdes med en våning och användes som beklädnadsförråd. Fasaden har fått behålla sin sträva arkitektoniska utformning, samtidigt som Kronobageriet på 1990-talet inreddes till flerbostadshus.

## Corps de Garde
Ett corps de garde är en av de första byggnaderna som möter besökaren efter Stumholmsbron. Det är en av landets få bevarade vaktbyggnader från 1700-talet.

## Slup- och barkasskjulet
Slup- och barkasskjulet är en av Karlskronas märkligaste byggnader. Den uppfördes vid 1780-talets mitt för vinterförvaring av flottans mindre båtar. Markens lutning har tagits tillvara för att få naturliga slipar. Husets fascinerande takkonstruktion är sammansatt av tio sadeltak som korsar varandra. Därigenom bildas 16 brunnar för regnvattnet, som samlades upp i tunnor. Byggnaden används än idag för förvaring av båtar.

## Västra Villan (Hvite krog)
Västra villan byggdes på 1700-talet på Vämö. Ursprungligen var den en våning och inrymde "Hvite krog". På 1920-talet flyttades byggnaden till Stumholmen och byggdes om till ett bostadshus med två våningar.

## Beklädnadsverkstaden
Beklädnadsverkstaden byggdes 1921 och inrymde Marinens centrala beklädnadsverkstad, som blev en förebild för liknande industrier i övriga Europa. Den är ett exempel på industriarkitektur från 1920-talet med tydliga klassicistiska drag och innehåller numera bostadslägenheter.

## Båtsmanskasernen

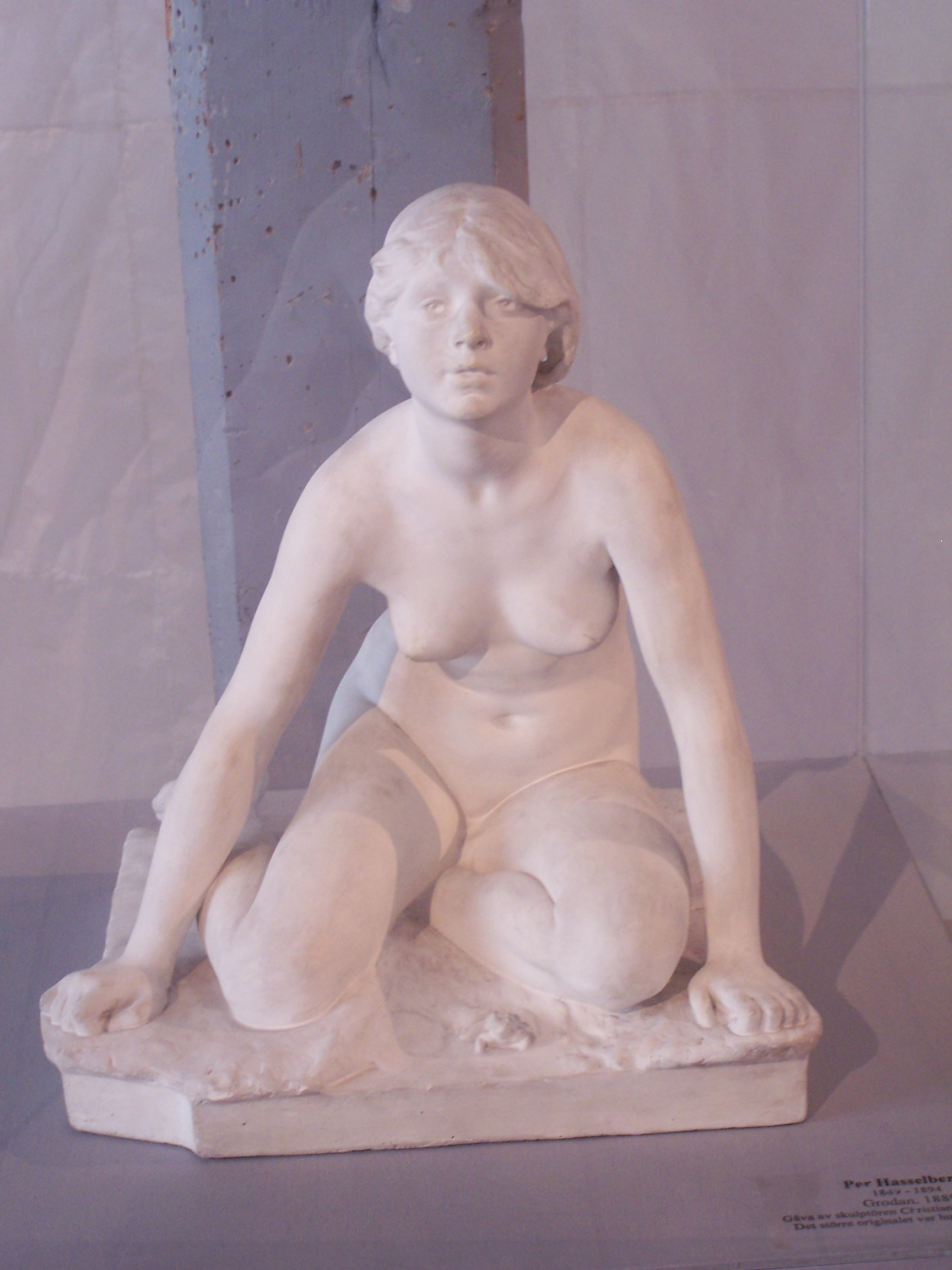
Grodan vid Båtmanskasernen

Båtsmanskasernen byggdes 1847 som logement för cirka 500 indelta båtsmän. På varje våning finns ett stort, öppet logement med plats för 250 man i hängkojer. Interiört skulle byggnaden ge känslan av ett riktigt fartyg. Golvet är välvt som ett däck och hade tidigare spygatter, och väggarna är klädda med ekplank som en bordläggning. I byggnadens mittlinje står mastliknande kolonner. Kasernen ansågs otidsenlig redan efter ett 10-tal år och blev förrådsbyggnad. Båtsmanskasernen användes som undervisningslokaler på design och managementskolan Hyper Island fram till 2025.
Fyren som syns i bakgrunden på bilden är fyren Karlskrona Nedre.

## Bageribostället
Bageribostället byggdes i slutet av 1600-talet och var ursprungligen en artillerismedja. Byggnaden användes från 1863 som bostäder åt anställda vid Kronobageriet.

## Kronohäktet
Kronohäktet byggdes 1910–1911 som ett cellfängelse av så kallad Philadelphiamodell. Den utvecklades under första halvan av 1800-talet och innebar att enmansceller låg längs väggarna, runt en central ljusgård. På baksidan av häktet fanns inhägnade rastgårdar i tårtbitsform samt ett övervakningstorn. Kronohäktet var arrestlokal fram till 1970-talet. Idag används Kronohäktet som vandrarhem och restaurang.

## Epidemisjukhuset
Desinfektionshuset, sjukhuspaviljongen och kokhuset ligger på den tidigare avskilda Laboratorieholmen. Från början tillverkades här artilleripjäser. Efter fälttåget mot Ryssland 1788–1790 förde den hemvändande flottan med sig fältsjukan till staden. Omkring 10 000 invånare fick sätta livet till. På Laboratorieholmen uppfördes en provisorisk sjukhusinrättning, som senare permanentades och blev ett av Sveriges första kolera- och epidemisjukhus.

## Marinflygets hangar
Hangarerna nr 3 och nr 4 uppfördes 1926 och 1929. De är några av de sista bevarade trähangarerna i landet. Hangar nr 4 i har ett dubbelvälvt tak. Framför hangarerna finns trä- och betongslipar för sjösättning och uppdragning av flygplanen. Marinens sjöflygplan var förlagda till Stumholmen 1914–1949.  Övriga bevarade trähangarer i landet är hangaren vid f.d. Boden sjöflygstation i Gammelbyn i utkanten av Boden  – för den s.k. "Bodenambulansen" vilken var Sveriges första permanenta ambulansflygverksamhet – samt den enda hangaren i landet för luftballong, den byggnadsminnesförklarade "Ballonghallen", byggd 1914, som ligger uppe bland bergen endast några km från f.d. flygstationen. Slutligen finns den stora hangaren vid f.d. Lindarängens sjöflyghamn utanför Stockholm kvar. Bassängen framför fylldes igen 1952 och den byggnadsminnesförklarade hangaren tjänstgör f.n. som förråd åt SVT.

## Bastion Kungshall
På  Bastion Kungshall finns bland annat en salutstation som används för officiell salutering i Sverige.

## Galleri

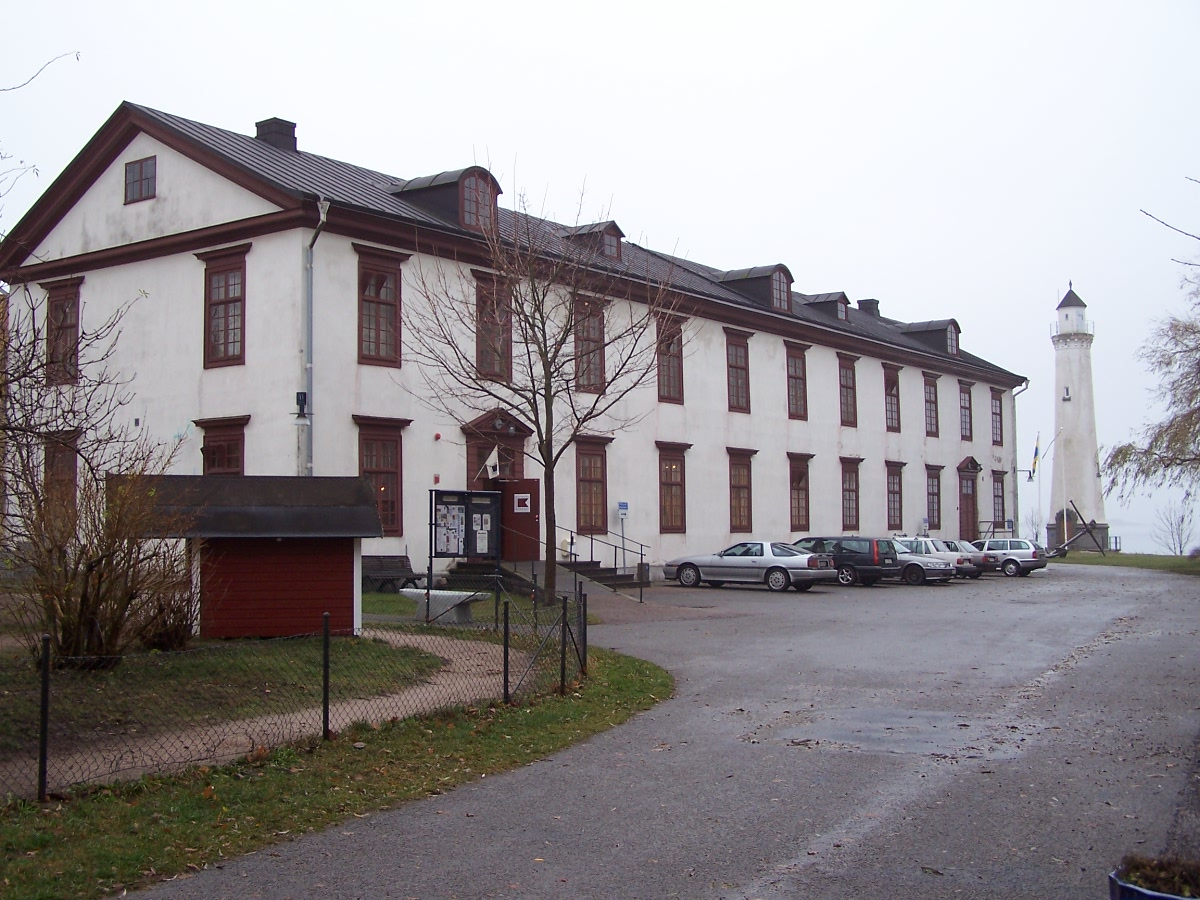
Båtsmanskasernen
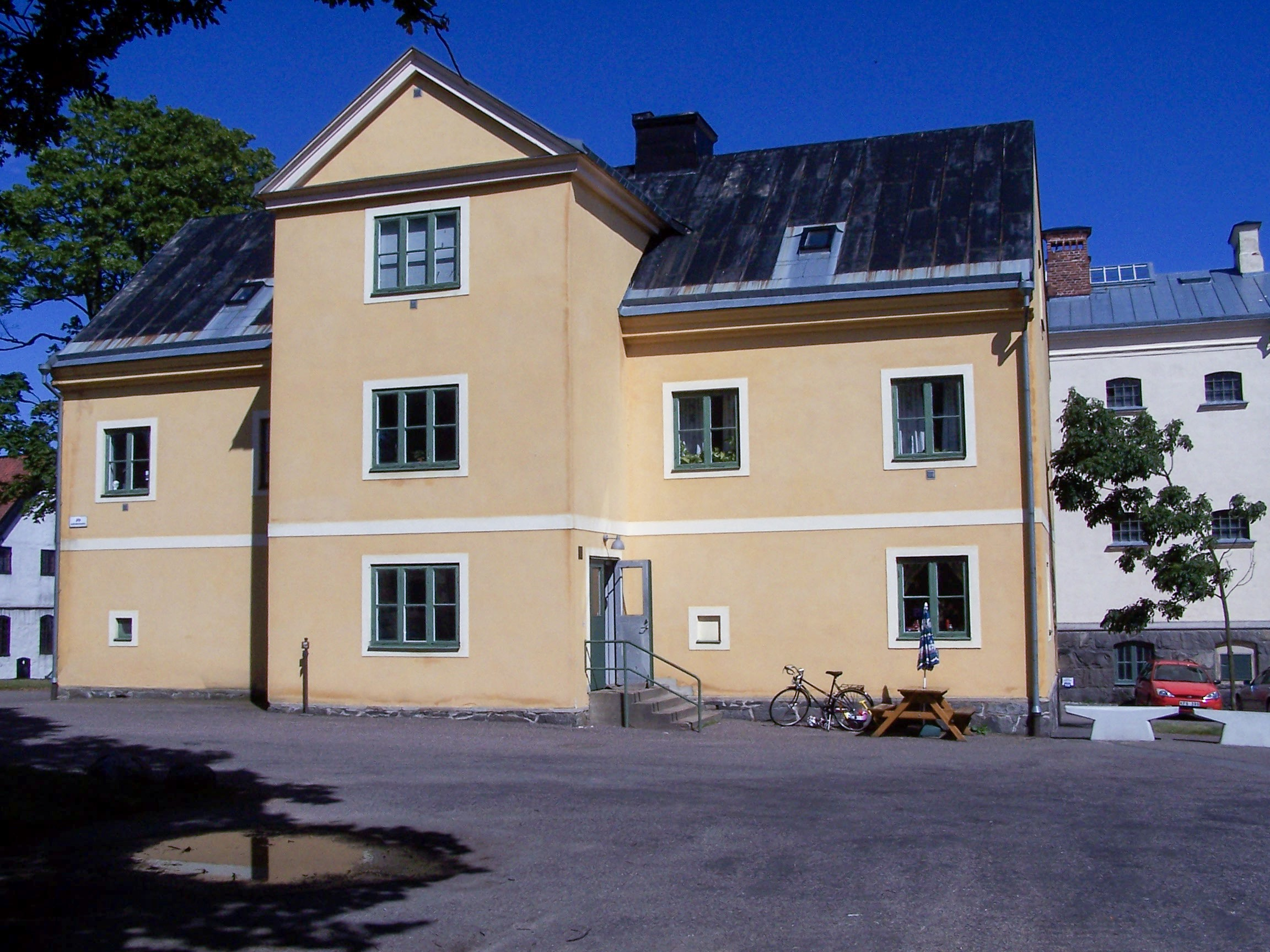
Bageribostället
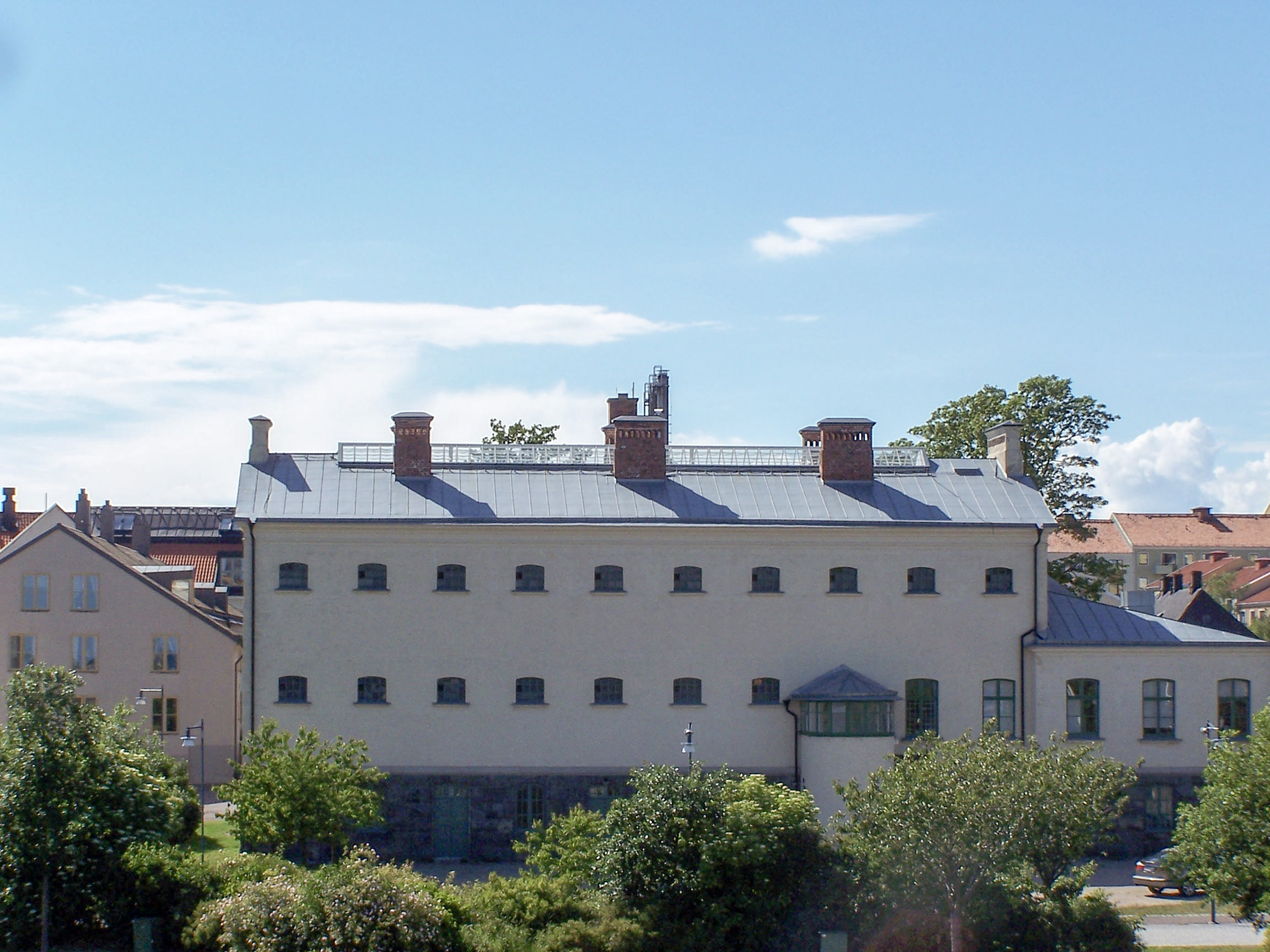
Kronohäktet
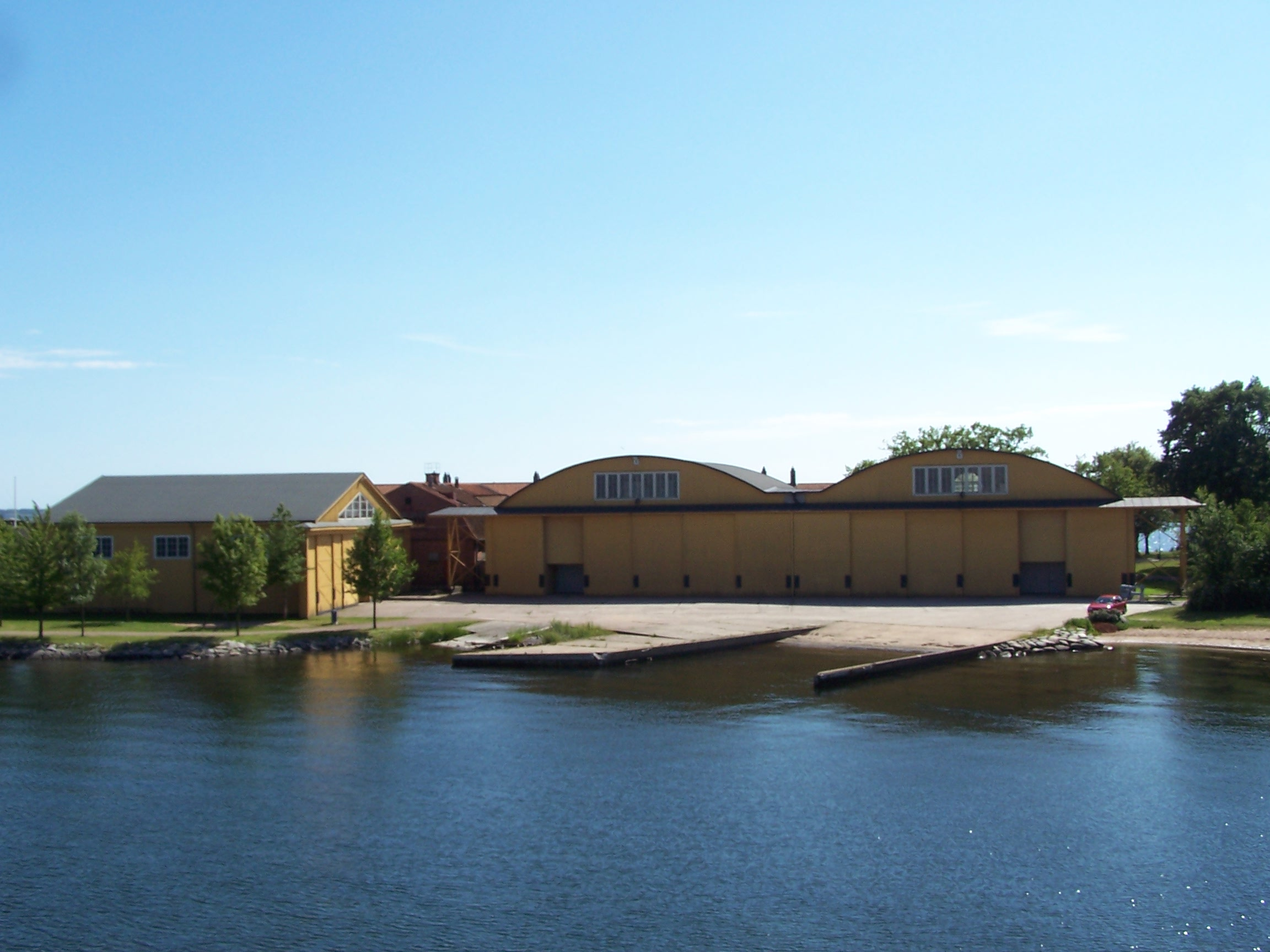
Marinflygets hangar
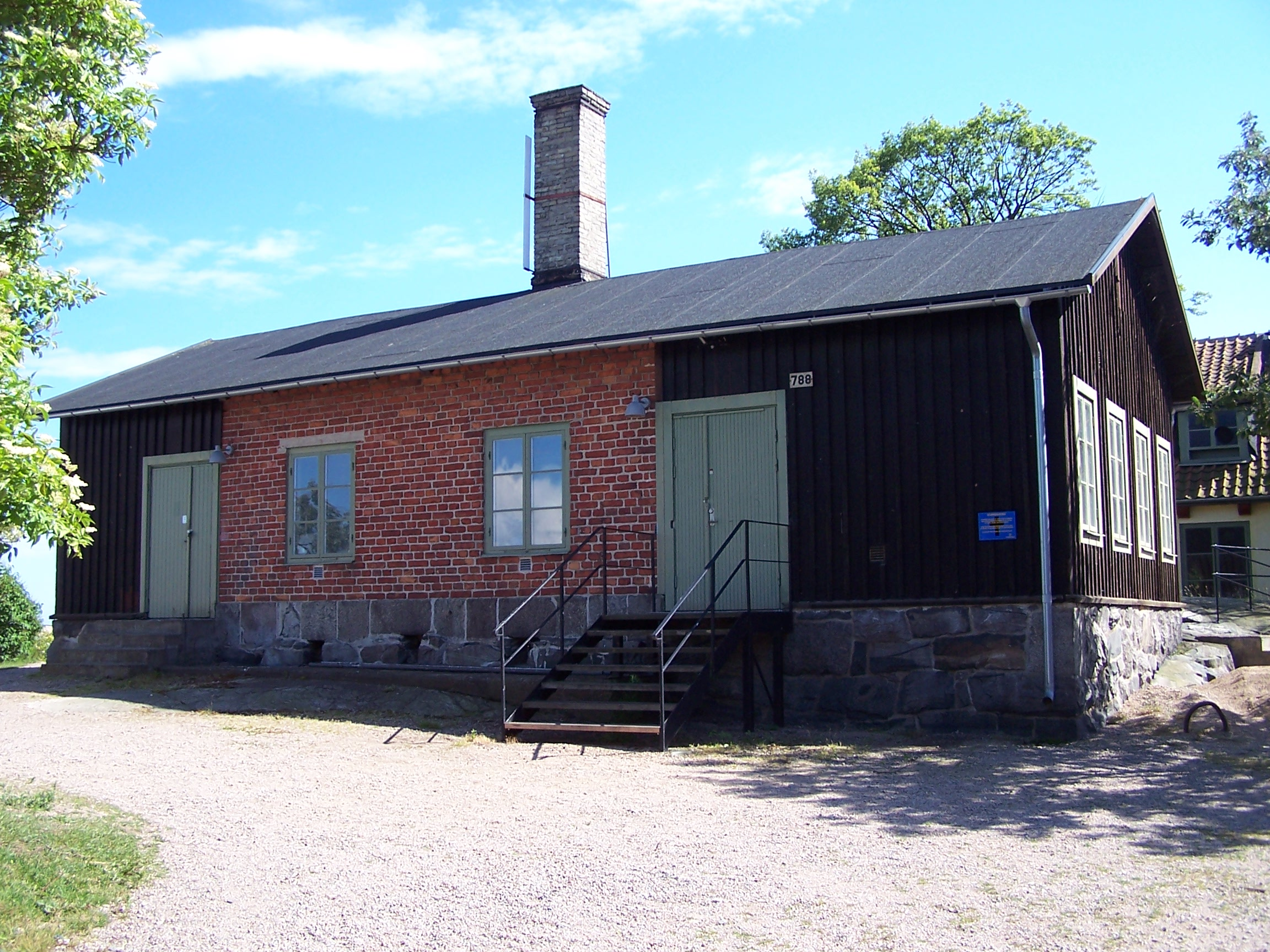
Desinfektionshuset
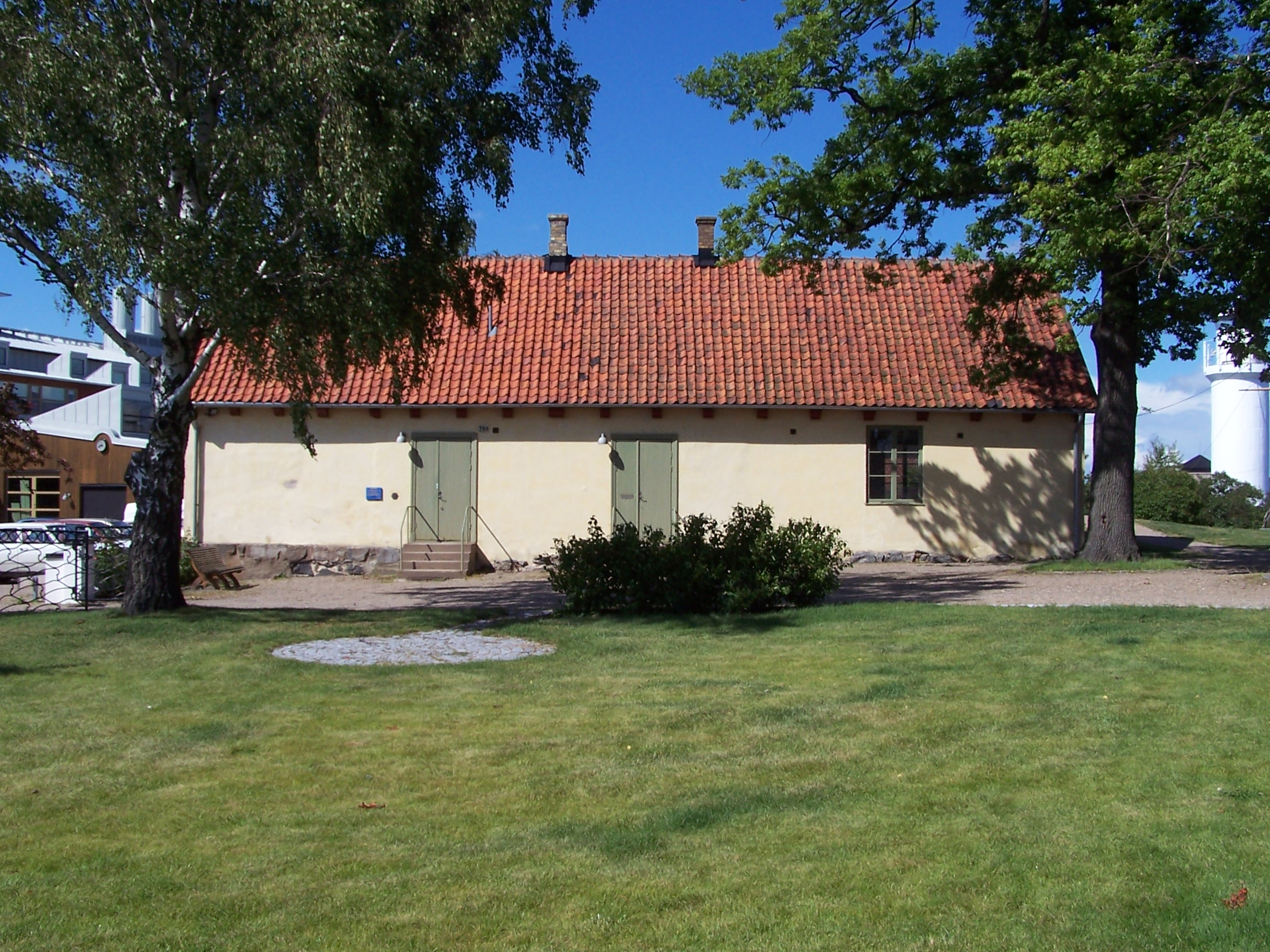
Sjukhuspaviljongen
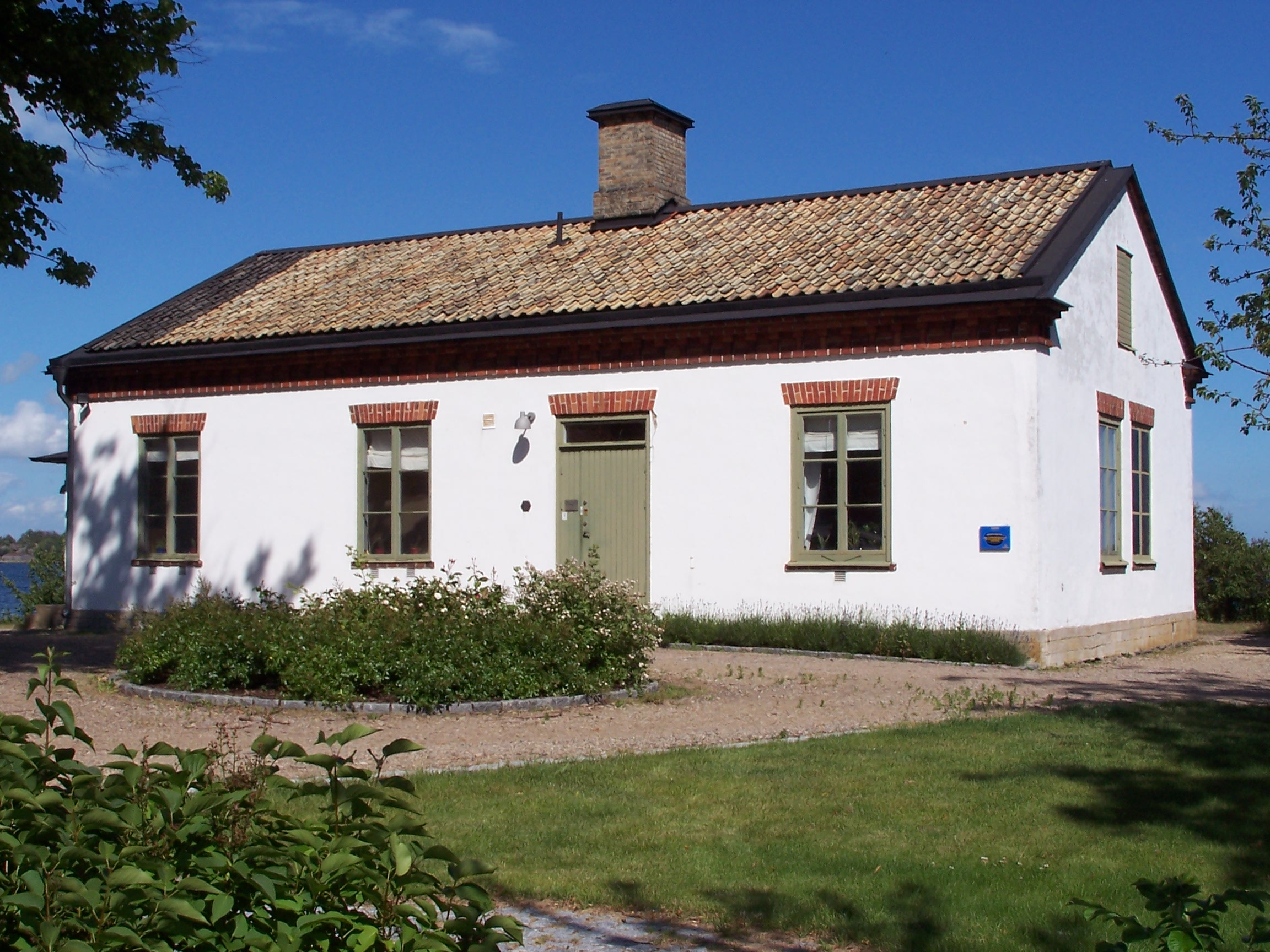
Kokhuset